# Gran Premio de Finlandia de Motociclismo de 1979
El Gran Premio de Finlandia de Motociclismo de 1979 fue la décima prueba de la temporada 1979 del Campeonato Mundial de Motociclismo. El Gran Premio se disputó el 29 de julio de 1979 en el Circuito de Imatra.

## Resultados 500cc
El duelo más esperado de la categoría, el que tenía que enfrentar al italiano Virginio Ferrari y Kenny Roberts se tuvo que posponer. El italiano tuvo que abandonar y el estadounidense tuvo problemas con la estabilidad de la moto. Ante esta falta de dominadores fue el holandés Boet van Dulmen el que se alzó con la victoria. A pesar de su decepcionante carrera, Roberts sí que pudo acabar en puntos y aventaja un poco más a Ferrari en la clasificación.
| 1        | Boet van Dulmen   | Suzuki     | 52' 27" 9  | 15 |
| 2        | Randy Mamola      | Suzuki     | +13" 0     | 12 |
| 3        | Barry Sheene      | Suzuki     | +17" 8     | 10 |
| 4        | Jack Middelburg   | Suzuki     | +18" 0     | 8  |
| 5        | Christian Sarron  | Yamaha     | +27" 0     | 6  |
| 6        | Kenny Roberts     | Yamaha     | +35" 0     | 5  |
| 7        | Johnny Cecotto    | Yamaha     | +36" 0     | 4  |
| 8        | Philippe Coulon   | Suzuki     | +45" 2     | 3  |
| 9        | Marco Lucchinelli | Suzuki     | +48" 1     | 2  |
| 10       | Wil Hartog        | Suzuki     | +51" 8     | 1  |
| 11       | Steve Parrish     | Suzuki     | +1 Vuelta  |    |
| 12       | Markku Matikainen | Suzuki     | +1 Vuelta  |    |
| 13       | Peter Sjöström    | Suzuki     | +2 Vueltas |    |
| 14       | Gerhard Vogt      | Suzuki     | +2 Vueltas |    |
| 15       | Virginio Ferrari  | Suzuki     | +3 Vueltas |    |
| 16       | Peter Sköld       | Suzuki     | +3 Vueltas |    |
| Ret      | Franco Uncini     | Suzuki     | Ret        |    |
| Ret      | Willem Zoet       | Suzuki     | Ret        |    |
| Ret      | Michel Rougerie   | Suzuki     | Ret        |    |
| Ret      | Graziano Rossi    | Morbidelli | Ret        |    |
| Ret      | Dennis Ireland    | Suzuki     | Ret        |    |
| Ret      | Seppo Rossi       | Suzuki     | Ret        |    |
| Ret      | Lennart Bäckström | Suzuki     | Ret        |    |
| Ret      | Timo Pohjola      | Suzuki     | Ret        |    |
| Ret      | Kimmo Kopra       | Yamaha     | Ret        |    |
| Ret      | Max Wiener        | Suzuki     | Ret        |    |
| Ret      | Børge Nielsen     | Suzuki     | Ret        |    |
| Ret      | Seppo Ojala       | Suzuki     | Ret        |    |
| Ret      | Ikujiro Takai     | Suzuki     | Ret        |    |
| Ret      | Gustav Reiner     | Suzuki     | Ret        |    |
| DNQ      | Bo Granath        | Yamaha     | DNQ        |    |
| Sources: |                   |            |            |    |

## Resultados 350cc
El sudafricano y líder de la clasificación Kork Ballington se cayó y estuvo fuera de los primeros lugares mientras que sus dos adversarios, Greg Hansford y Patrick Fernandez se adjudicaban los dos primeros puestos. De esta manera, el australiano que consigue la victoria y el francés adelanta a Ballington en la clasificación general.
| Pos. | Piloto             | Equipo        | Tiempo    | Pts. |
| ---- | ------------------ | ------------- | --------- | ---- |
| 1    | Gregg Hansford     | Kawasaki      | 56' 40" 6 | 15   |
| 2    | Patrick Fernandez  | Yamaha        | +56" 5    | 12   |
| 3    | Pentti Korhonen    | Yamaha        | +1' 16" 4 | 10   |
| 4    | Anton Mang         | Kawasaki      | +1' 18" 0 | 8    |
| 5    | Roland Freymond    | Yamaha        | +1' 20" 0 | 6    |
| 6    | Christian Estrosi  | Kawasaki      | +2' 07" 6 | 5    |
| 7    | Bengt Elgh         | Yamaha        | +1 Vuelta | 4    |
| 8    | Pekka Nurmi        | Yamaha        | +1 Vuelta | 3    |
| 9    | Kork Ballington    | Kawasaki      | +1 Vuelta | 2    |
| 10   | Max Wiener         | Yamaha        | +1 Vuelta | 1    |
| 11   | Lennart Bäckström  | Yamaha        | +1 Vuelta |      |
| 12   | Sadao Asami        | Yamaha        | +1 Vuelta |      |
| 13   | Martti Solja       | Yamaha        | +1 Vuelta |      |
| 14   | Seppo Kokkonen     | Yamaha        | +1 Vuelta |      |
| 15   | Barry Woodland     | Yamaha        | +1 Vuelta |      |
| 16   | Tony Head          | Yamaha        | +1 Vuelta |      |
| 17   | Peter Baláž        | Yamaha        | +1 Vuelta |      |
| Ret  | Jakob Beck         | Yamaha        | Ret       |      |
| Ret  | Richard Hubin      | Yamaha        | Ret       |      |
| Ret  | Vic Soussan        | Yamaha        | Ret       |      |
| Ret  | Walter Villa       | Yamaha        | Ret       |      |
| Ret  | Michel Rougerie    | Bimota-Yamaha | Ret       |      |
| Ret  | Eero Hyvärinen     | Yamaha        | Ret       |      |
| Ret  | Jean-Marc Toffolo  | Yamaha        | Ret       |      |
| Ret  | Etienne Geeraerdt  | Yamaha        | Ret       |      |
| Ret  | Jon Ekerold        | Yamaha        | Ret       |      |
| Ret  | Carlos Lavado      | Yamaha        | Ret       |      |
| Ret  | Åke Grahn          | Yamaha        | Ret       |      |
| Ret  | Olivier Chevallier | Yamaha        | Ret       |      |
| Ret  | Alan North         | Yamaha        | Ret       |      |
| Ret  | Chas Mortimer      | Yamaha        | Ret       |      |
| Ret  | Esa Kytölä         | Yamaha        | Ret       |      |
| Ret  | Bosse Granath      | Yamaha        | Ret       |      |

## Resultados 250cc
Kork Ballington certifica prácticamente su título mundial con otra victoria, la cuarta de la temporada en esta categoría. A falta de tres pruebas para que este campeonato llegue a su fin, cuenta con 27 puntos de ventaja sobre Gregg Hansford y con 41 sobre el
francés Patrlck Fernandez.
| Pos. | Piloto              | Equipo     | Tiempo     | Pts. |
| ---- | ------------------- | ---------- | ---------- | ---- |
| 1    | Kork Ballington     | Kawasaki   | 54' 32" 8  | 15   |
| 2    | Gregg Hansford      | Kawasaki   | +0" 3      | 12   |
| 3    | Patrick Fernandez   | Yamaha     | +44" 7     | 10   |
| 4    | Roland Freymond     | Yamaha     | +49" 3     | 8    |
| 5    | Walter Villa        | Yamaha     | +57" 5     | 6    |
| 6    | Pentti Korhonen     | Yamaha     | +2' 01" 1  | 5    |
| 7    | Jean-François Baldé | Kawasaki   | +1 Vuelta  | 4    |
| 8    | Pekka Nurmi         | Yamaha     | +1 Vuelta  | 3    |
| 9    | Bengt Elgh          | Yamaha     | +1 Vuelta  | 2    |
| 10   | Sadao Asami         | Yamaha     | +1 Vuelta  | 1    |
| 11   | Carlos Lavado       | Yamaha     | +1 Vuelta  |      |
| 12   | Harald Bartol       | Yamaha     | +1 Vuelta  |      |
| 13   | Kenny Blake         | Yamaha     | +1 Vuelta  |      |
| 14   | Olivier Chevallier  | Yamaha     | +1 Vuelta  |      |
| 15   | Seppo Kokkonen      | Yamaha     | +1 Vuelta  |      |
| 16   | Åke Grahn           | Yamaha     | +1 Vuelta  |      |
| 17   | Martti Solja        | Yamaha     | +1 Vuelta  |      |
| 18   | Paolo Pileri        | Yamaha     | +2 Vueltas |      |
| Ret  | Anton Mang          | Kawasaki   | Ret        |      |
| Ret  | Graziano Rossi      | Morbidelli | Ret        |      |
| Ret  | Eero Hyvärinen      | Yamaha     | Ret        |      |
| Ret  | Richard Hubin       | Yamaha     | Ret        |      |
| Ret  | Vic Soussan         | Yamaha     | Ret        |      |
| Ret  | Hans Müller         | Yamaha     | Ret        |      |
| Ret  | Randy Mamola        | Yamaha     | Ret        |      |
| Ret  | Reino Eskelinen     | Yamaha     | Ret        |      |
| Ret  | Olivier Liégeois    | Yamaha     | Ret        |      |
| Ret  | Alan North          | Yamaha     | Ret        |      |
| Ret  | René Delaby         | Yamaha     | Ret        |      |
| Ret  | Chas Mortimer       | Yamaha     | Ret        |      |
| Ret  | Clive Horton        | Yamaha     | Ret        |      |
| Ret  | Peter Sköld         | Yamaha     | Ret        |      |
| Ret  | Christian Estrosi   | Kawasaki   | Ret        |      |

## Resultados 125cc
A pesar de estar ausente por un accidente en Portugal, el español Ángel Nieto obtuvo su novena título mundial. Para ello, fue suficiente con que el español Ricardo Tormo consiguiera la victoria y que sus rivales para el título no quedasen ni entre los diez primeros. De esta manera, Nieto se proclama campeón con el doble de puntos que el segundo clasificado: el francés Thierry Espié.
| Pos. | Piloto                       | Moto                | Tiempo     | Pts. |
| ---- | ---------------------------- | ------------------- | ---------- | ---- |
| 1    | Ricardo Tormo                | Bultaco             | 57' 23" 5  | 15   |
| 2    | Matti Kinnunen               | MBA                 | +37" 0     | 12   |
| 3    | Hans Müller                  | MBA Elit            | +52" 4     | 10   |
| 4    | Stefan Dörflinger            | Morbidelli          | +1' 36" 0  | 8    |
| 5    | Barry Smith                  | Morbidelli          | +1' 36" 7  | 6    |
| 6    | Marcelino García             | Morbidelli          | +1' 38" 4  | 5    |
| 7    | Stefan Jansen                | Morbidelli          | +2' 04" 3  | 4    |
| 8    | Gert Bender                  | GB Bender           | +2' 09" 5  | 3    |
| 9    | Marc-Anton Constantin        | Morbidelli          | +2' 19" 3  | 2    |
| 10   | August Auinger               | Morbidelli          | +1 Vuelta  | 1    |
| 11   | Patrick Hérouard             | Morbidelli          | +1 Vuelta  |      |
| 12   | Per-Edvard Carlsson          | Morbidelli          | +1 Vuelta  |      |
| 13   | Ernst Fagerer                | MBA                 | +1 Vuelta  |      |
| 14   | Clive Horton                 | Morbidelli          | +1 Vuelta  |      |
| 15   | Johnny Wickström             | Morbidelli          | +1 Vuelta  |      |
| 16   | Peter Looijesteijn           | MBA                 | +1 Vuelta  |      |
| 17   | Reiner Koster                | MBA                 | +2 Vueltas |      |
| 18   | Paul Bordes                  | Morbidelli          | +2 Vueltas |      |
| 19   | Yves Dupont                  | Morbidelli          | +2 Vueltas |      |
| Ret  | Patrick Plisson              | Motoshop Morbidelli | Ret        |      |
| Ret  | Pier Paolo Bianchi           | Minarelli           | Ret        |      |
| Ret  | Eugenio Lazzarini            | Morbidelli          | Ret        |      |
| Ret  | Bruno Kneubühler             | Minarelli           | Ret        |      |
| Ret  | Thierry Noblesse             | Morbidelli          | Ret        |      |
| Ret  | Maurizio Massimiani          | MBA                 | Ret        |      |
| Ret  | Fernando González de Nicolás | Morbidelli          | Ret        |      |
| Ret  | Jean-Louis Guignabodet       | Morbidelli          | Ret        |      |
| Ret  | Harald Bartol                | Morbidelli          | Ret        |      |
| Ret  | Roland Olsson                | Morbidelli          | Ret        |      |
| Ret  | Gianpaolo Marchetti          | MBA                 | Ret        |      |
| Ret  | Kees van de Ven              | MBA                 | Ret        |      |
| Ret  | Matti Aalto                  | Maico               | Ret        |      |
| Ret  | Tore Alexandersson           | Morbidelli          | Ret        |      |